# Zucchero fosfato
Uno zucchero fosfato si forma dall'esterificazione di uno zucchero (per esempio il glucosio) con acido fosforico (H3PO4), ottenendo così esteri come: glucosio-6-fosfato, glucosio-1-fosfato. Da esteri del fruttosio sempre con acido fosforico, si ottengono invece: fruttosio 6-fosfato, fruttosio 1,6-bisfosfato.
Questi esteri sono di notevole importanza poiché partecipano sia nella composizione strutturale di acidi nucleici che nel metabolismo glucidico.